# Ніссан (річка)
Ніссан (швед. Nissan) — річка у Швеції, впадає в протоку Каттегат у міста Гальмстад. Спочатку тече на північний захід, а потім міняє свій напрям на південний схід. Раніше вздовж річки проходив торговельний шлях. Водяться лосось і форель.